# Рошані Чокші
Рошані Чокші (англ. Roshani Chokshi; нар. 14 лютого 1991 року) — американська письменниця, авторка дитячих книг та авторка бестселерів за версією New York Times.

## Особисте життя
Мати Чокші — філіппінка, а батько — гуджаратець з Індії, обидва іммігранти до Сполучених Штатів. Вона виросла, розмовляючи англійською, а не рідними мовами своїх батьків, тагальською та гуджараті. Чокші виховували як індуїстку, про що вона часто згадує у своїх романах. Вона продала свій перший роман під час навчання на юридичному факультеті в Університеті Джорджії, і зрештою кинула навчання, щоб зайнятися письменництвом. Вона називає Ніла Ґеймана одним із тих, хто вплинув на неї у виборі письменницької кар'єри.
Чокші живе в Грузії.

## Кар'єра
Перший молодіжний роман Чокші, «Зоряна королева», вийшов у видавництві St. Martin's Press 2016 року. Дія її другого роману для підлітків, «Корона бажань», який вийшов 2017 року, відбувається в тому ж світі.
Усі дебютні романи з її серій дебютували у списку бестселерів New York Times.
Її дебют у жанрі підліткової літератури — Ару Шах і Кінець Часу — став першою книжкою, виданою у 2018 році в межах нового імпринту Rick Riordan Presents від видавництва Disney-Hyperion, який курує автор Рік Ріордан. У квітні 2018 року було оголошено, що компанія Paramount Pictures виграла на аукціоні права на екранізацію фільму «Ару Шах і кінець часу». Спочатку серія «Ару Шах» мала складатися з чотирьох книжок, але пізніші обговорення між Чокші та видавництвом призвели до того, що серію було продовжено до п'ятої книжки, яка вийшла 2022 року.
Роман «Позолочені вовки» вийшов 2019 року, це перший роман трилогії та початок другої серії книжок для молоді.
Роман «Дзеркало духів», вийшов 2023 року, він є самостійною книжкою, яка вийшла у Rick Riordan Presents.

## Твори

### Молодіжні романи

#### Серія «Зоряна королева»
1. Зоряна королева (2016)
2. Корона бажань (2017)
3. Смерть і ніч (новела, 2017)
4. Зоряні історії (збірка, 2018), збірка з трьох новел, включаючи «Смерть і ніч»

#### Серія «Позолочені вовки»
1. Позолочені вовки (2019)
2. Срібні змії (2020)
3. Бронзові звірі (2021)

### Романи для середнього шкільного віку

#### Квінтет Пандавів
1. Ару Шах і Кінець часу (2018)
2. Ару Шах і Пісня смерті (2019)
3. Ару Шах і Дерево бажань (2020)
4. Ару Шах і Місто золота (2021)
5. Ару Шах і Нектар безсмертя (2022)

#### Окремі книжки
1. Дзеркало духів (2023)

### Книжки для дорослих
1. Остання оповідка квіткової нареченої (2023)

### Короткі оповідання
- Вибір Вішакан'ї (Book Smugglers Publishing, 2015)
- Дружини Азхара (Strange Horizons, 2015)
- «Заборонений плід» у книжці «Тисяча початків і закінчень» (Greenwillow Books, 2018)
- «Торгівля на весіллі Лисиці» (Mythic Delirium Books, 2016)

## Нагороди
Південна книжкова премія 2020 року (за роман «Позолочені вовки»)
Номінації
Авторка року в Грузії 2020 (за роман «Ару Шах та Пісня смерті»)
Премія «Локус» 2017 року за найкращий дебютний роман (за роман «Зоряна королева»)
Премія Андре Нортона 2017 року (за роман «Зоряна королева»)

## Переклади українською
- Чокші, Рошані (2025). Остання оповідка квіткової нареченої. Переклад: Пухлій, Марія. РМ. с. 320. ISBN 9786178426286.
- Чокші, Рошані (2021). Ару Шах і Пісня Смерті. Рік Ріордан представляє. Т. 2. Переклад: Яновська, Ганна. Жорж. с. 392. ISBN 9786177853816.
- Чокші, Рошані (2021). Ару Шах і Кінець Часів. Рік Ріордан представляє. Т. 1. Переклад: Яновська, Ганна. Жорж. с. 372. ISBN 9786177853809.
- Чокші, Рошані (2020). Позолочені вовки. Переклад: Пухлій, Марія. Віват. с. 416. ISBN 9789669822147.